# Roca Gran (la Guingueta d'Àneu)
La Roca Gran és una muntanya de 1.705 metres que es troba al municipi de la Guingueta d'Àneu, a la comarca del Pallars Sobirà.